# نسرين مالك
نسرين مالك صحفية وكاتبة سودانية المولد ومقيمة في لندن ومؤلفة كتاب «نحتاج إلى قصص جديدة». تكتب في صحيفة الغارديان وتشارك في حلقة نقاش في برنامج دايتلأين لندن (لندن مدة العرض) (بالإنجليزية: Dateline London) على بي بي سي.

## النشأة والتعليم
ولدت نسرين مالك في الخرطوم بالسودان وتلقت تعليمها في ذلك البلد. التحقت بالجامعة الأمريكية بالقاهرة وجامعة الخرطوم، وبعد ذلك أكملت دراساتها العليا في جامعة لندن.

## مهنة
إلى جانب حياتها المهنية كصحفية، أمضت عشر سنوات في أسواق الأسهم الخاصة في الأسواق الناشئة. يركز عملها على السياسة البريطانية والأمريكية، وسياسات الهوية والإسلاموفوبيا، وقد نقلت عنها نيويورك (مجلة) ونيويورك تايمز لتعليقاتها في صحيفة الغارديان بعد الهجوم على صحيفة شارلي إبدو، وهو موضوع قالت إنها تحدثت عنه أيضًا في برنامج نيوز نايت (بالإنجليزية: Newsnight) على بي بي سي جنبًا إلى جنب مع ديفيد آرونوفيتش من صحيفة التايمز وميريام فرانسوا-جيرا من صحيفة نيوستيتسمان. تركزت أعمدتها مالك ورسائلها لمجلة فورين بوليسي على السياسة السودانية.
في عام 2015، ناقشت نسرين مالك وبيتر هيتشنز دور الحجاب والهوية الثقافية الإسلامية في بريطانيا على القناة الرابعة الإخبارية. في عام 2016، كانت نسرين مالك واحدة من ثلاثة كُتاب أعمدة تم عرضهم في سلسلة الويب الذي نريده (بالإنجليزية: The Web We Want) لصحيفة الغارديان والتي تناقش الإساءة عبر الإنترنت والتعليقات السلبية التي تلقوها عبر الإنترنت بشأن عملهم. بعد ذلك، ساهمت في جلسة في البرلمان البريطاني بهدف معالجة التأثير المخيف لإساءة استخدام الإنترنت على الكتاب الناشئين. [بحاجة لمصدر]
في عام 2018، وصف الصحفي بيتر أوبورن في مجلة بريتش جورناليزم ريفيو (بالإنجليزية: British Journalism Review) نسرين مالك بأنها تكتب «بذكاء وحنكة عن العرق والطبقة والجنس، بالإضافة إلى الإسلام». ووصفها بأنها مثال لجيل صاعد من الصحفيين المسلمين المسيسين الذين «يستخدمون هوياتهم لتسليط الضوء على عدم المساواة في المجتمع البريطاني. فهم يتعاملون مع الإسلام على أنه هوية سياسية بقدر ما يتعاملون معه باعتباره دينيًا. كون المرء مسلمًا يمنح هذا الجيل الألفي لا يتعلق الأمر بالتحدي الديني وإنما بالتحدي السياسي. بالنسبة لهم، فهو أداة لإظهار أن بريطانيا لا تزال دولة تسيطر عليها مجموعة صغيرة من الناس».
في عام 2019، نشرت نسرين مالك كتاب «نحن بحاجة إلى قصص جديدة»، وصفته صحيفة صنداي تايمز الجنوب أفريقية بأنه كتاب «تفحص فيه نسرين مالك وتكشف الأكاذيب التي أصبح المجتمع يقبلها على أنها حقيقة». وتم إصداره. في غلاف ورقي في عام 2020، وتم نشر طبعة جديدة في عام 2021.

## التكريم والجوائز
في عام 2017، تم ترشيحها «صحفية / كاتبة العام» من قبل جوائز التنوع في وسائل الإعلام. في نفس العام، حصلت على جائزة المعلق الاجتماعي والتنوع لهذا العام في حفل توزيع جوائز التعليقات التحريرية.
في عام 2019، أدرجت مؤسسة أورويل نسرين مالك في القائمة الطويلة لجائزة أورويل لعملها في مجال «الشرور الاجتماعية» في بريطانيا في «فضح البيئة المعادية». في كل من 2019 و 2020، تم إدراج نسرين مالك في القائمة المختصرة لـ «صحفي التعليق لهذا العام» في حفل توزيع جوائز الصحافة البريطانية.